# مارك موذرسباو
مارك موذرسباو (بالإنجليزية: Mark Mothersbaugh) (و. 1950  م) هو مغني، وملحن، وموسيقي، وكاتب أغاني، ومنتج أسطوانات، ومؤلفو موسيقى تصويرية أمريكي، ولد في آكرون، يستخدم آلات سنثسيزر، وقيثارة، وصوت بشري.

## التعليم
تعلم في جامعة كينت.

## وصلات خارجية
- مارك موذرسباو على موقع IMDb (الإنجليزية)
- مارك موذرسباو على موقع الموسوعة البريطانية (الإنجليزية)
- مارك موذرسباو على موقع روتن توميتوز (الإنجليزية)
- مارك موذرسباو على موقع ألو سيني (الفرنسية)
- مارك موذرسباو على موقع ميوزك برينز (الإنجليزية)
- مارك موذرسباو على موقع تيرنر كلاسيك موفيز (الإنجليزية)
- مارك موذرسباو على موقع أول موفي (الإنجليزية)
- مارك موذرسباو على موقع بوكس أوفيس موجو (الإنجليزية)
- مارك موذرسباو على موقع قاعدة بيانات برودواي على الإنترنت (الإنجليزية)
- مارك موذرسباو على موقع قاعدة بيانات الأفلام السويدية (السويدية)